# 山内惠介の歌の道標
『山内惠介の歌の道標』（やまうちけいすけのうたのみちしるべ ）はRKB毎日放送（RKBラジオ）で放送されている朝の音楽番組である。

## 番組概要
- 地元福岡県出身の演歌歌手・山内惠介の冠番組である。
山内が自身の新曲やリスナーからのリクエスト曲などを紹介しながら、旅のことや出会った人のこと、音楽に関する考えなどをトークするという内容になっている。

## 放送時間
- 日曜日　7:40-8:00（JST）→7:30-7:45

## パーソナリティ
- 山内惠介

## スポンサー
- 和紅茶専門店きごころ